# Liste von Apfelsorten/O
Erläuterungen und Quellen: Siehe Hauptartikel!
| Apfelsorte                                                                                            | Bild                             | Kreuzung aus                         | Erstes Auftauchen | Anmerkungen | Quellen                               |
| --- | -------------------------------- | ------------------------------------ | --- | --- | ------------------------------------- |
| Oaken Pin                                                                                             |                                  |                                      | | | f                                     |
| Oakland                                                                                               |                                  |                                      | | |                                       |
| Oakes                                                                                                 |                                  |                                      | | Beschreibung |                                       |
| Obelisk (oder: Flamenco)                                                                              |                                  |                                      | 1970 in der East Malling Research Station in Maidstone, Kent | | a, c, e, f, j, o                      |
| Obenauf                                                                                               |                                  |                                      | | | o                                     |
| Oberdieckrenette                                                                                      | Siehe: Oberdiecks Renette        | Siehe: Oberdiecks Renette            | Siehe: Oberdiecks Renette | Siehe: Oberdiecks Renette | Siehe: Oberdiecks Renette             |
| Oberdiecks Große Gelbe Zuckerrenette                                                                  | Siehe: Goldzeugapfel             | Siehe: Goldzeugapfel                 | Siehe: Goldzeugapfel | Siehe: Goldzeugapfel | Siehe: Goldzeugapfel                  |
| Oberdiecks Renette (oder: Oberdieckrenette, Reinette Oberdieck)                                       |                                  |                                      | Züchter: Johann Georg Conrad Oberdieck | Beschreibung | h (Nr. 414, S. 462), j, o             |
| Oberdiecks Taubenapfel                                                                                |                                  |                                      | Züchter: Johann Georg Conrad Oberdieck | | h (Nr. 225, S. 250), o                |
| Oberländer Himbeerapfel                                                                               | Siehe: Roter Winter-Himbeerapfel | Siehe: Roter Winter-Himbeerapfel     | Siehe: Roter Winter-Himbeerapfel | Siehe: Roter Winter-Himbeerapfel | Siehe: Roter Winter-Himbeerapfel      |
| Oberländer Streifling                                                                                 |                                  |                                      | | | p (S. 503)                            |
| Oberlausitzer Muskatrenette                                                                           |                                  |                                      | | | f, g (S. 248), j                      |
| Oberle                                                                                                |                                  |                                      | | | e                                     |
| Oberösterreichischer Brünnerling                                                                      |                                  |                                      | | Beschreibung | o                                     |
| Oberräder                                                                                             |                                  |                                      | | | p (S. 220f)                           |
| Oberrieder Glanzrenette                                                                               | Siehe: Glanz-Renette             | Siehe: Glanz-Renette                 | Siehe: Glanz-Renette | Siehe: Glanz-Renette | Siehe: Glanz-Renette                  |
| Ochsennase                                                                                            |                                  |                                      | | | j                                     |
| Odenwälder (oder: Schwarzwälder Renette)                                                              |                                  |                                      | | Beschreibung | j, o                                  |
| Odenwälder Kurzstiel                                                                                  |                                  |                                      | | | j                                     |
| Odin                                                                                                  |                                  |                                      | | | e, f, j, o                            |
| Odysso                                                                                                |                                  |                                      | | Frucht rotfleischig, süß |                                       |
| Oelkofener Reinette                                                                                   |                                  |                                      | | | o                                     |
| Oelkofer Pepping                                                                                      |                                  |                                      | | | h (Nr. 354, S. 401)                   |
| Oetwiler Renette                                                                                      |                                  |                                      | | | j, o                                  |
| Ogden                                                                                                 |                                  |                                      | | | e                                     |
| Ohio Nonpareil (oder: Red Bellflower)                                                                 |                                  |                                      | | | e, f                                  |
| Ohio Renette                                                                                          |                                  |                                      | | | j, o                                  |
| Ohm Paul                                                                                              |                                  |                                      | | | f, j, o                               |
| Öhringer Blutstreifling                                                                               |                                  | Zufallssämling                       | 1907 in Öhringen (Hohenlohe) | | j, o                                  |
| Okabena                                                                                               |                                  |                                      | | Beschreibung | o                                     |
| Okanoma                                                                                               |                                  |                                      | | | e                                     |
| Ökna Lökäpple                                                                                         |                                  |                                      | | |                                       |
| Ökna Vita Vintergylling                                                                               |                                  |                                      | | |                                       |
| Ökonomierat Echtermeyer                                                                               | Siehe: Echtermeyer               | Siehe: Echtermeyer                   | Siehe: Echtermeyer | Siehe: Echtermeyer | Siehe: Echtermeyer                    |
| Ölands Kungsäpple                                                                                     |                                  |                                      | | |                                       |
| Old English Round                                                                                     |                                  |                                      | | | f                                     |
| Old-Fashioned Horse                                                                                   |                                  |                                      | | |                                       |
| Old Fred                                                                                              |                                  |                                      | | | f                                     |
| Old Nonpareil                                                                                         |                                  |                                      | | | e                                     |
| Old Pearmain                                                                                          |                                  |                                      | | | f                                     |
| Old Rock Pippin                                                                                       |                                  |                                      | | | f                                     |
| Old Somerset Russet                                                                                   |                                  |                                      | | | f                                     |
| Oldenburg                                                                                             | Siehe: Geheimrat Dr. Oldenburg   | Siehe: Geheimrat Dr. Oldenburg       | Siehe: Geheimrat Dr. Oldenburg | Siehe: Geheimrat Dr. Oldenburg | Siehe: Geheimrat Dr. Oldenburg        |
| Oldisleber Streifling                                                                                 |                                  |                                      | | | j                                     |
| Olgaapfel                                                                                             | Siehe: Herzogin Olga             | Siehe: Herzogin Olga                 | Siehe: Herzogin Olga | Siehe: Herzogin Olga | Siehe: Herzogin Olga                  |
| Olga Crab                                                                                             |                                  |                                      | | | e                                     |
| Oliver                                                                                                |                                  |                                      | | | a                                     |
| Oliver Red                                                                                            |                                  |                                      | | |                                       |
| Olters Grüner                                                                                         |                                  |                                      | | |                                       |
| Omont                                                                                                 |                                  |                                      | | Herstellung von Cidre | f                                     |
| Onibury Pippin                                                                                        |                                  |                                      | | | f                                     |
| Onslow                                                                                                |                                  |                                      | | |                                       |
| Ontario                                                                                               | Siehe: Ontarioapfel              | Siehe: Ontarioapfel                  | Siehe: Ontarioapfel | Siehe: Ontarioapfel | Siehe: Ontarioapfel                   |
| Ontarioapfel (oder: Ontario)                                                                          |                                  | Northern Spy × Wagenerapfel          | 1820 in Ontario, Kanada | | a, e, f, j, o, p (S. 504f)            |
| Oogstappel                                                                                            | Siehe: Weißer Klarapfel          | Siehe: Weißer Klarapfel              | Siehe: Weißer Klarapfel | Siehe: Weißer Klarapfel | Siehe: Weißer Klarapfel               |
| Opal (oder: Ueb 32642)                                                                                |                                  | Golden Delicious × Topaz             | 1999 (Züchtung) in Tschechien. Züchter: Jaroslav Túpy | Geschmack: knackig, saftig, süßlich, spritzig, sehr guter Geschmack. Aussehen: mittelgroß, hochgebaut, leicht walzenförmig, goldgelb, sonnenseits leicht gerötet Schale dünn, Stielgrube leicht berostet | a, c, f                               |
| Opal (Seabrook)                                                                                       |                                  | Rival x Worcester Pearmain           | 1936, Essex, UK, Züchter: W.P. Seabrook | | a, f, o                               |
| Opalescent                                                                                            |                                  |                                      | | | a, d, e, f                            |
| Opetian                                                                                               |                                  |                                      | | | f                                     |
| Oporto                                                                                                |                                  |                                      | 1911 in Surrey, England. Züchter: Harry Pring | Beschreibung | f                                     |
| Oranco                                                                                                |                                  |                                      | | |                                       |
| Orange (oder: Pomme D'Orange)                                                                         |                                  |                                      | | |                                       |
| Orange De Cox                                                                                         | Siehe: Cox Orange                | Siehe: Cox Orange                    | Siehe: Cox Orange | Siehe: Cox Orange | Siehe: Cox Orange                     |
| Orange Goff                                                                                           |                                  |                                      | | | f                                     |
| Orange Pippin                                                                                         | Siehe: Isle of Wight Pippin      | Siehe: Isle of Wight Pippin          | Siehe: Isle of Wight Pippin | Siehe: Isle of Wight Pippin | Siehe: Isle of Wight Pippin           |
| Orange Sweet                                                                                          |                                  |                                      | | | a                                     |
| Orange Winter                                                                                         |                                  |                                      | | |                                       |
| Orangenburg                                                                                           |                                  | Cox Orange x Geheimrat Dr. Oldenburg | 1930 in Deutschland | | f, j, o                               |
| Oranie                                                                                                |                                  |                                      | | | o                                     |
| Oranje De Sonnaville                                                                                  |                                  | Cox Orange × Unbekannt               | | | f                                     |
| Oranjevii Renet                                                                                       | Siehe: Cox Orange                | Siehe: Cox Orange                    | Siehe: Cox Orange | Siehe: Cox Orange | Siehe: Cox Orange                     |
| Oratia Beauty                                                                                         |                                  | Mutation von Gravensteiner           | Neuseeland | |                                       |
| Orbai Alma                                                                                            |                                  |                                      | | | f                                     |
| Ord's Apple                                                                                           |                                  |                                      | | |                                       |
| Oregon                                                                                                |                                  | Mutation von Red Delicious           | | |                                       |
| Oregon Spur                                                                                           | Siehe: Oregon Spur Delicious     | Siehe: Oregon Spur Delicious         | Siehe: Oregon Spur Delicious | Siehe: Oregon Spur Delicious | Siehe: Oregon Spur Delicious          |
| Oregon Spur Delicious                                                                                 |                                  |                                      | | | e, f                                  |
| Orenco                                                                                                |                                  |                                      | 1840, Oregon, USA | | a, f, o                               |
| Orge Pépin                                                                                            |                                  |                                      | | |                                       |
| Orient                                                                                                | Siehe: Toyo                      | Siehe: Toyo                          | Siehe: Toyo | Siehe: Toyo | Siehe: Toyo                           |
| Orin (oder: Ourin)                                                                                    |                                  |                                      | 1952 in Japan | | a, c, f                               |
| Oriole                                                                                                |                                  |                                      | | | a, e, f                               |
| Orkney                                                                                                |                                  |                                      | | | a                                     |
| Orlaiapfel                                                                                            |                                  |                                      | | | p (S. 506)                            |
| Orleans                                                                                               | Siehe: Orleansapfel              | Siehe: Orleansapfel                  | Siehe: Orleansapfel | Siehe: Orleansapfel | Siehe: Orleansapfel                   |
| Orleans Pippin                                                                                        | Siehe: Sommer-Zimtapfel          | Siehe: Sommer-Zimtapfel              | Siehe: Sommer-Zimtapfel | Siehe: Sommer-Zimtapfel | Siehe: Sommer-Zimtapfel               |
| Orléans-Reinette                                                                                      | Siehe: Orleansrenette            | Siehe: Orleansrenette                | Siehe: Orleansrenette | Siehe: Orleansrenette | Siehe: Orleansrenette                 |
| Orleansapfel (oder: Orleans)                                                                          |                                  |                                      | | | f                                     |
| Orleansreinette                                                                                       | Siehe: Orleansrenette            | Siehe: Orleansrenette                | Siehe: Orleansrenette | Siehe: Orleansrenette | Siehe: Orleansrenette                 |
| Orleansrenette (oder: Orléans-Reinette, Pepping Von Holland, Reinette D'Orléans, Renette Aus Orléans) |                                  |                                      | 1776 in Orléans, Frankreich | | a, c, e, f, h (Nr. 525, S. 582), j, o |
| Ortley (oder: Cleo, Cleopatra, Woolman's Long Pippin)                                                 |                                  |                                      | 1817 (beschrieben), New Jersey, USA. Züchter: Michael Ortley. 1817 als Woolman's Long Pippin beschrieben; 1825 umbenannt in Ortley; 1872 kam der kommerzielle Name Cleopatra in Gebrauch. | | f, j, p (S. 212)                      |
| Osennee Desertnoe                                                                                     |                                  |                                      | | | f                                     |
| Osennee Polosatoe                                                                                     |                                  |                                      | | | f                                     |
| Osier                                                                                                 |                                  |                                      | | | f                                     |
| Oskaloosa                                                                                             |                                  |                                      | | |                                       |
| Oslin                                                                                                 |                                  |                                      | | | f                                     |
| Osnabrücker Reinette                                                                                  | Siehe: Osnabrücker Renette       | Siehe: Osnabrücker Renette           | Siehe: Osnabrücker Renette | Siehe: Osnabrücker Renette | Siehe: Osnabrücker Renette            |
| Osnabrücker Renette (oder: Osnabrücker Reinette)                                                      |                                  |                                      | | Beschreibung | f, h (Nr. 579, S. 641), j, o          |
| Ossekop                                                                                               |                                  |                                      | | | o                                     |
| Osterkamps Renette                                                                                    |                                  |                                      | | | j, o                                  |
| Ostfriesischer Herbstkalvill (oder: Dörroden)                                                         |                                  |                                      | | | j, o, u                               |
| Ostfriesischer Kalvill                                                                                |                                  |                                      | | |                                       |
| Ostpreußischer Adamsapfel                                                                             | Siehe: Adamsapfel                | Siehe: Adamsapfel                    | Siehe: Adamsapfel | Siehe: Adamsapfel | Siehe: Adamsapfel                     |
| Ostpreußischer Herbst-Kurzstiel                                                                       |                                  |                                      | | | h (Nr. 326, S. 368)                   |
| Ostpreußischer Winter-Kurzstiel                                                                       |                                  |                                      | | | h (Nr. 329, S. 371)                   |
| Ostpreußischer Zitronenapfel                                                                          |                                  |                                      | | | h (Nr. 144, S. 164)                   |
| Oswego                                                                                                |                                  |                                      | | | e                                     |
| Oszivaj                                                                                               |                                  |                                      | | |                                       |
| Otago                                                                                                 |                                  | Mutation von Red Delicious           | | |                                       |
| Otava                                                                                                 | Siehe: Ottawa                    | Siehe: Ottawa                        | Siehe: Ottawa | Siehe: Ottawa | Siehe: Ottawa                         |
| Ottawa (oder: Otava)                                                                                  |                                  |                                      | | | a, j, o                               |
| Ottolanders Renette Von Sorgvliet                                                                     |                                  |                                      | | | h (Nr. 420, S. 468)                   |
| Ourin                                                                                                 | Siehe: Orin                      | Siehe: Orin                          | Siehe: Orin | Siehe: Orin | Siehe: Orin                           |
| Ovčí hubička                                                                                          |                                  |                                      | | |                                       |
| Owen Thomas                                                                                           |                                  |                                      | 1897 in Bedfordshire | | b, e, f                               |
| Ox Apple                                                                                              | Siehe: Gloria Mundi              | Siehe: Gloria Mundi                  | Siehe: Gloria Mundi | Siehe: Gloria Mundi | Siehe: Gloria Mundi                   |
| Ox Noble                                                                                              |                                  |                                      | | |                                       |
| Oxford Beauty                                                                                         |                                  |                                      | | | f                                     |
| Oxford Conquest                                                                                       |                                  |                                      | | | f                                     |
| Oxford Hoard                                                                                          |                                  |                                      | | | f                                     |
| Oxford Sunrise                                                                                        |                                  | Cox Orange × Unbekannt               | | | f                                     |
| Oxford Yeoman                                                                                         |                                  |                                      | | | f                                     |
| Ozark Gold                                                                                            |                                  |                                      | 1970 in Missouri, USA | | a, c, f, j                            |
| Ozone                                                                                                 |                                  |                                      | | |                                       |